# Wiwilí de Jinotega
Wiwilí de Jinotega est une municipalité nicaraguayenne du département de Jinotega au Nicaragua. Elle est située en face de Wiwilí de Nueva Segovia, de l'autre côté du Río Coco.